# Exocentrus euchromus
Exocentrus euchromus är en skalbaggsart som beskrevs av Holzschuh 2007. Exocentrus euchromus ingår i släktet Exocentrus och familjen långhorningar. Inga underarter finns listade i Catalogue of Life.